# Oncothecaceae
Famille
Classification APG III (2009)
La famille des Oncothécacées est une famille de plantes dicotylédones qui ne comprend que 2 espèces du genre Oncotheca.
Ce sont des arbres ou des arbustes, à feuilles persistantes, endémiques de Nouvelle-Calédonie.

## Étymologie
Le nom vient du genre type Oncotheca est composé des mots grecs όγκος /  onkos, grosseur et θεκα / theca, boite ou en botanique l'anthère d'une étamine, se référant aux connectifs épaissis des étamines.

## Classification
La classification phylogénétique situe la divergence de cette famille au niveau des Lamiidées ou Euastéridées I.

## Liste des genres
Selon Angiosperm Phylogeny Website (2 Jul 2010), NCBI (2 Jul 2010) et DELTA Angio (2 Jul 2010) :
- genre Oncotheca Baill.

## Liste des espèces
Selon NCBI (2 Jul 2010) :
- Oncotheca (en)
  - Oncotheca balansae